# سوسن عبد الرحمن حكيم

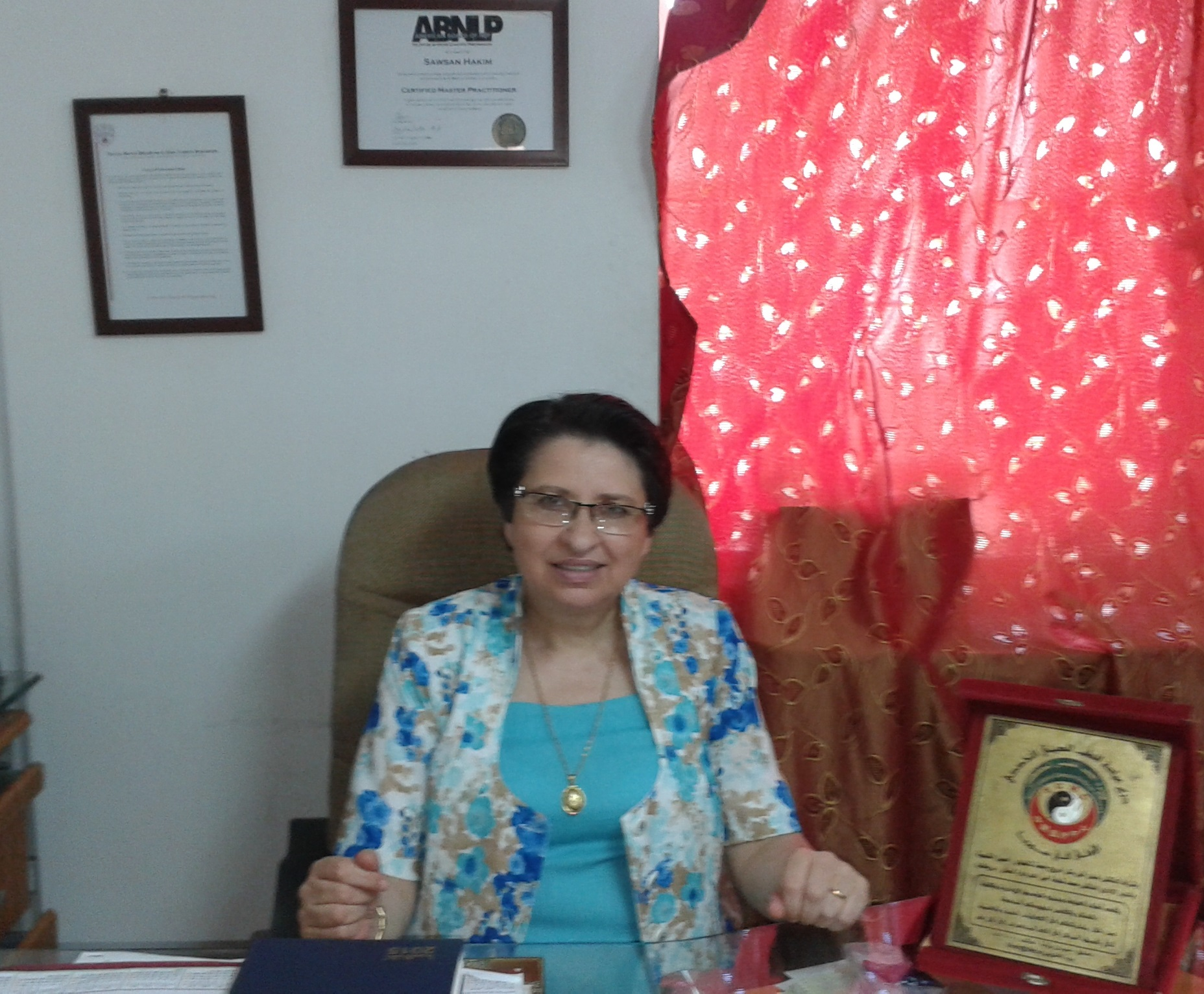

سوسن عبد الرحمن حكيم (بالإنجليزية: Sawsan Abd-Elrahman Hakim) (ولدت في اللاذقية ، سوريا في 4 حزيران / يونيو 1956) عالمة وباحثة ومؤلفة وخبيرة في العلوم الزراعية. أسست حكيم مركز الحكيم للعلوم والإبداع الذي يمول مشاريع العلماء والباحثين الشباب.

## التعليم والوظيفة
في عام 1977 تخرجت حكيم من جامعة تشرين بدرجة علوم في الزراعة. في العام التالي ، بدأت حكيم العمل في الجامعة كمعلم ، حيث قامت بتدريس دورات في تربية النباتات، وإنتاج البذور واختبارها، وتربية المحاصيل والنباتات الطبية والعطرية. عادت حكيم إلى الكلية لتحصل على درجة الماجستير من إيكاردا في عام 1992 وبين عامي 2005 و 2006 ، وحصل على درجة ممارس / ممارس متقدم في البرمجة اللغوية العصبية (NLP) من المجلس الأمريكي للبرمجة اللغوية العصبية (NLP).
حكيم عضو في المجلس الأمريكي للبرمجة اللغوية العصبية (ABNLP) وتم اعتمادها كمدرب من قبل المجلس الأمريكي للبرمجة اللغوية العصبية في عام 2015.  أسست وأدارت مركز الحكيم لعلوم التميز والإبداع، وهي متخصصة في مجالات علوم التنمية الذاتية والقدرات البشرية وبرامج التنمية البشرية والبرمجة اللغوية العصبية.

## الأبحاث
- دراسة تقييمية للقمح القابل للتحلل الحيوي (T..dicoccum). [4]
- الاختلافات الجينية في الزلاجات في القمح الثنائى باستخدام الإلكتروليتات.[4]
- دراسة أداء أربعة أصناف من القمح القاسي (T.dicoccum var durum) في منطقة البقاع بالساحل السوري.[5]
- الاختلافات الجينية في قمح الشبت (T.dicoccum) ، لاستخدامه في تربية القمح للزراعة في المناطق الجافة.[6]
- تقييم الاختلافات في حبوب القمح لاستخدامها في تحسين القمح تحت ظروف الإجهاد البيئي.[7]
- الاختلافات في البروتينات المخزنة في القمح البقري.[8]

## الإرث
حصلت حكيم على براءة اختراع تقدير من جامعة تشرين على البحث العلمي الذي قدم بمناسبة الأسبوع العلمي الحادي والثلاثين في عام 1991. وفي عام 2009 حصلت على درع عيادة الطب التخصصي الصيني في عام 2009. [بحاجة لمصدر]

## المنشورات
- إنتاج النباتات الطبية والعطرية عام 2007.
- زراعة المحاصيل الحقلية عام 2003.